# 玉山一叶兰
玉山一葉蘭（学名：Hemipilia cordifolia），又名心葉舌喙蘭、舌喙蘭，为兰科舌喙兰属下的一个种。

## 特徵
整棵植株約20-35 cm高，無毛（glabrous）。
莖短，距基部3-4 cm處具2個塊莖。塊莖長橢圓形，約2-3cm長。
葉大，圓形或心形，長5-10 cm，寬5.5–8 cm，肉質，第二片葉若存在，通常呈橢圓形，葉全緣，上表面深綠色帶有散狀紫褐色斑紋，背面則帶灰色紫暈。
花莖頂生；總狀花序，總花梗與總花序（peduncle and rachis）15–30 cm；苞片披針形，6-15 cm長；花梗與子房（pedicel and overy）1.5-2.5 cm長。花3-10朵，是兩側對稱花，紫紅色；背萼片（dorsal sepal）鈍長橢圓形，長5-7 mm，寬3-3.5 mm；側萼片（lateral sepal）開展廣，歪斜且呈銳橢圓狀，長6-8 mm，寬3-4 mm；花瓣歪斜呈卵形，長6-7 mm，寬3 mm；唇盤自基部溢出，中央為白色，其餘皆粉紅色；距長1.6 cm。

## 產地
分布於尼泊爾至印度西姆拉邦。模式標本採自印度。台灣則分布於南湖大山、玉山等海拔2400 m之林緣或疏林下。

## 外部連接
- 維基物種上的相關：玉山一叶兰